# Den förfärlige gamle mannen
Den förfärlige gamle mannen, engelsk originaltitel The Terrible Old Man är en novell av den amerikanske författaren H.P. Lovecraft som han skrev i januari 1920. Den publicerades första gången i juli 1921 i tidskriften Tryout.

## Handlingen
De tre tjuvarna Angelo Ricci, Joe Czanek och Manuel Silva hör talas om en gammal man som bor ensam i ett hus och som sägs ha samlat på sig stora skatter. De beslutar sig för att råna honom, med ett förfärligt resultat. Novellen är den allra första, som tillsammans med Bilden i huset utspelas i ett påhittat område i New England, som ska komma att kallas ”Lovecrafts landskap”. 